# Galinha caipira

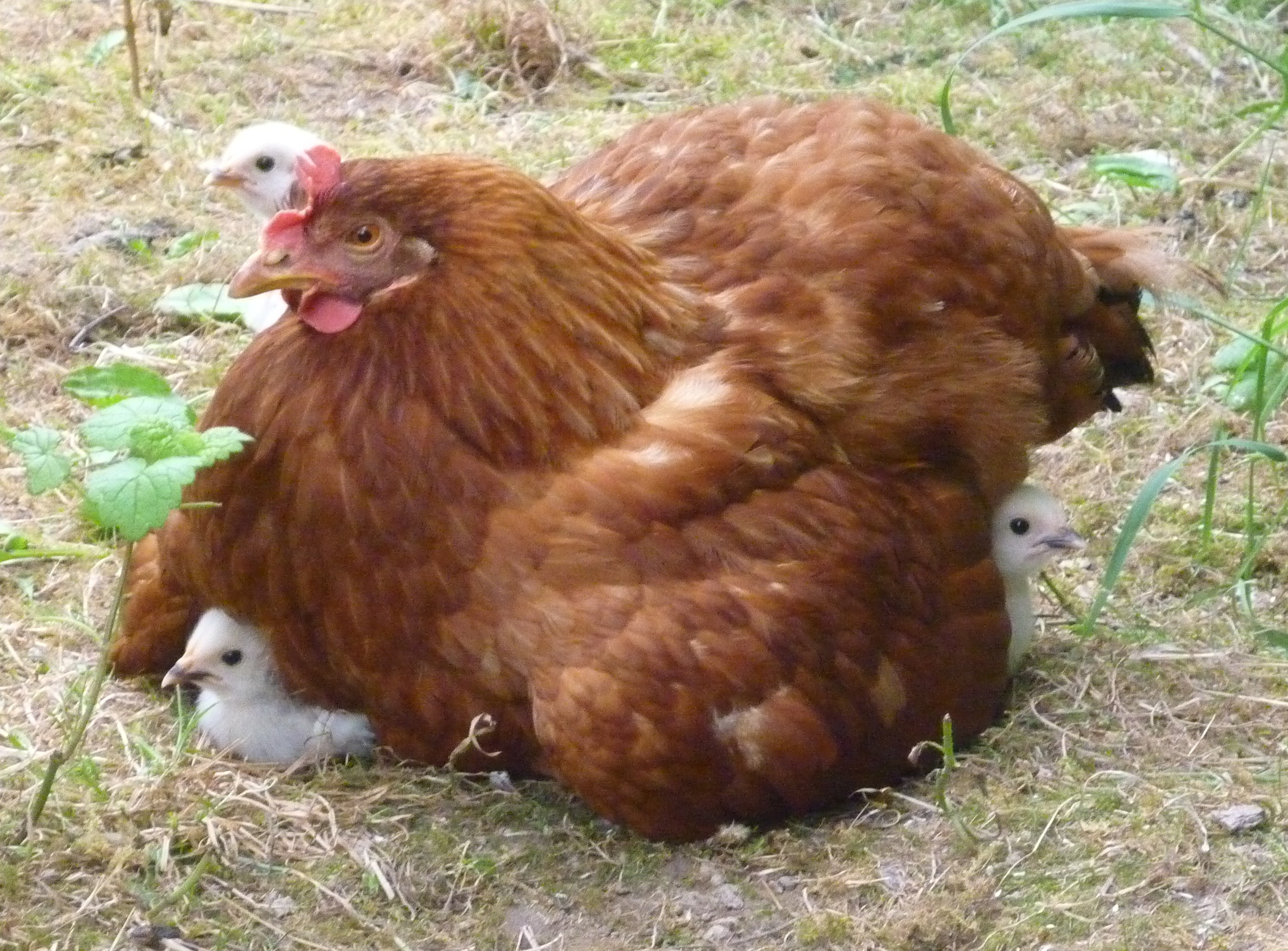
Galinha de capoeira com pintos

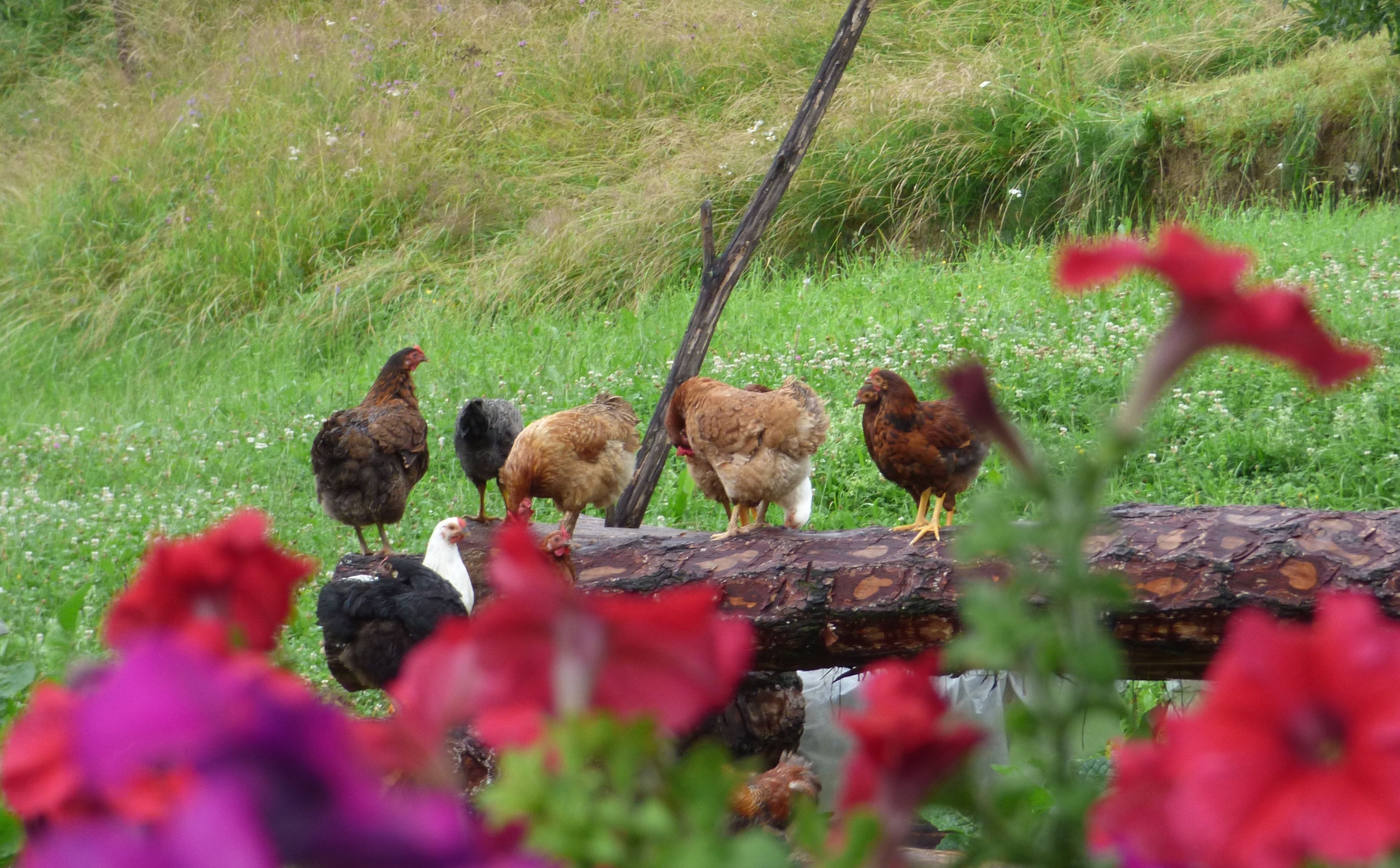
Galinhas caipiras soltas

Galinha caipira é o termo usado na culinária brasileira para se referir ao galináceo doméstico criado solto em quintais e fazendas, em contraste com o de criação industrial ou de granja. Aparece em receitas tradicionais da culinária mineira e paulista e da maioria dos outros estados brasileiros com o nome de "galinha caipira" (Sudeste), "galinha de capoeira" (Norte-Nordeste), "galinha matuta" ou "galinha pé-duro" (Nordeste), "galinha crioula” (Rio Grande do Sul) ou "caneludo".
Relata-se que como os tropeiros comiam apenas carne de sol e farinha durante suas viagens, ao retornar para casa ansiavam por algo diferente. Assim, as famílias preparavam o frango caipira acompanhado de pirão, arroz branco e feijão tropeiro. Outros autores afirmam que a galinha caipira com quiabo e angu, herança indígena, era usada para alimentar escravos.
No livro Um, dois, feijão com arroz: a alimentação no Brasil de norte a sul há a seguinte citação:
A galinha de capoeira é aquela criada em sítios, de forma natural, ou seja, criada em seu habitat natural, sem ter sido submetida a nenhum tratamento para crescimento rápido.
Já no livro Ser tão mineiro, de 1984, há a seguinte narrativa complementar:
No interior todo mundo criava galinhas no quintal. (...) Criadas em terrenos abertos, eram as chamadas galinhas caipiras, que botavam aqueles ovos vermelhos na casca e na gema.